# La Chapelle-Saint-Jean
La Chapelle-Saint-Jean é uma comuna francesa na região administrativa da Nova Aquitânia, no departamento Dordonha. Estende-se por uma área de 3,63 km². Em 2010 a comuna tinha 91 habitantes (densidade: 25,1 hab./km²).